# 宜宾职业技术学院
宜宾职业技术学院，是中华人民共和国的一所全日制高职院校，录取批次为专科第一、二批次。位于四川省宜宾市翠屏区。
2002年经四川省政府同意批准，宜宾农业学校、宜宾农业机械化学校、宜宾成人中专三所学校合并为宜宾职业技术学院。该校也是宜宾市的第一所职业大学。

## 主要院系
- 五粮液技术学院
- 现代制造系
- 电子信息与控制工程系
- 经济贸易管理系
- 生物与化工工程系
- 人文社会科学系
- 建筑工程系